# Saints of Los Angeles (singolo)
Saints of Los Angeles è un singolo della band statunitense Mötley Crüe dell'album omonimo Saints of Los Angeles del 2008.
La canzone è stata nominata per il Grammy Award alla miglior interpretazione hard rock.

## Video
Il video conta la partecipazione di Jacoby Shaddix (Papa Roach), Josh Todd (Buckcherry), Chris Taylor Brown (Trapt), James Michael (Sixx:A.M.) e Marion Raven.

## Formazione
- Vince Neil - voce
- Mick Mars - chitarra
- Nikki Sixx - basso
- Tommy Lee - batteria